# Louis Fensterbank
Louis Fensterbank, né à Poitiers est un chimiste français, professeur au Collège de France, spécialiste de la chimie radicalaire, de la Chimie organométallique et de la photocatalyse.
Après un diplôme d'ingénieur à l'École supérieure de chimie industrielle de Lyon en 1990, il obtient un doctorat à Université d'État de New York à Stony Brook en 1993 sous la direction du chimiste américain Scott Sieburth. Il est recruté par le Centre national de la recherche scientifique en 1995 en tant que Chargé de Recherche, puis comme professeur à Université Pierre-et-Marie-Curie en 2004 où il mène des recherches au sein de l'Institut Parisien de Chimie Moléculaire. Il est titulaire de la chaire  "Activations en chimie moléculaire" au Collège de France depuis 2023 . Il est nommé membre junior de l'Institut universitaire de France en 2008, puis membre sénior en 2021 . Il est nommé Fellow de la Royal Society of Chemistry en 2016 et obtient la médaille d'argent du CNRS en 2017.